# Luftlandebrigade 1
Die Luftlandebrigade 1 (LLBrig 1) „Saarland“ ist eine am 1. April 2015 aufgestellte Brigade des Heeres der Bundeswehr, die ihren Sitz des Stabes in Saarlouis und unterstellte Truppenteile in Niedersachsen, Rheinland-Pfalz und im Saarland hat. Sie entstand durch Umgliederung der Luftlandebrigade 26 (LLBrig 26) und Eingliederung von Teilen der Luftlandebrigade 31 (LLBrig 31). Die Brigade bündelt die Kräfte aller Fallschirmjäger, Luftlandeaufklärer und Luftlandepioniere der Bundeswehr.

## Auftrag
- Nationale Krisenvorsorge

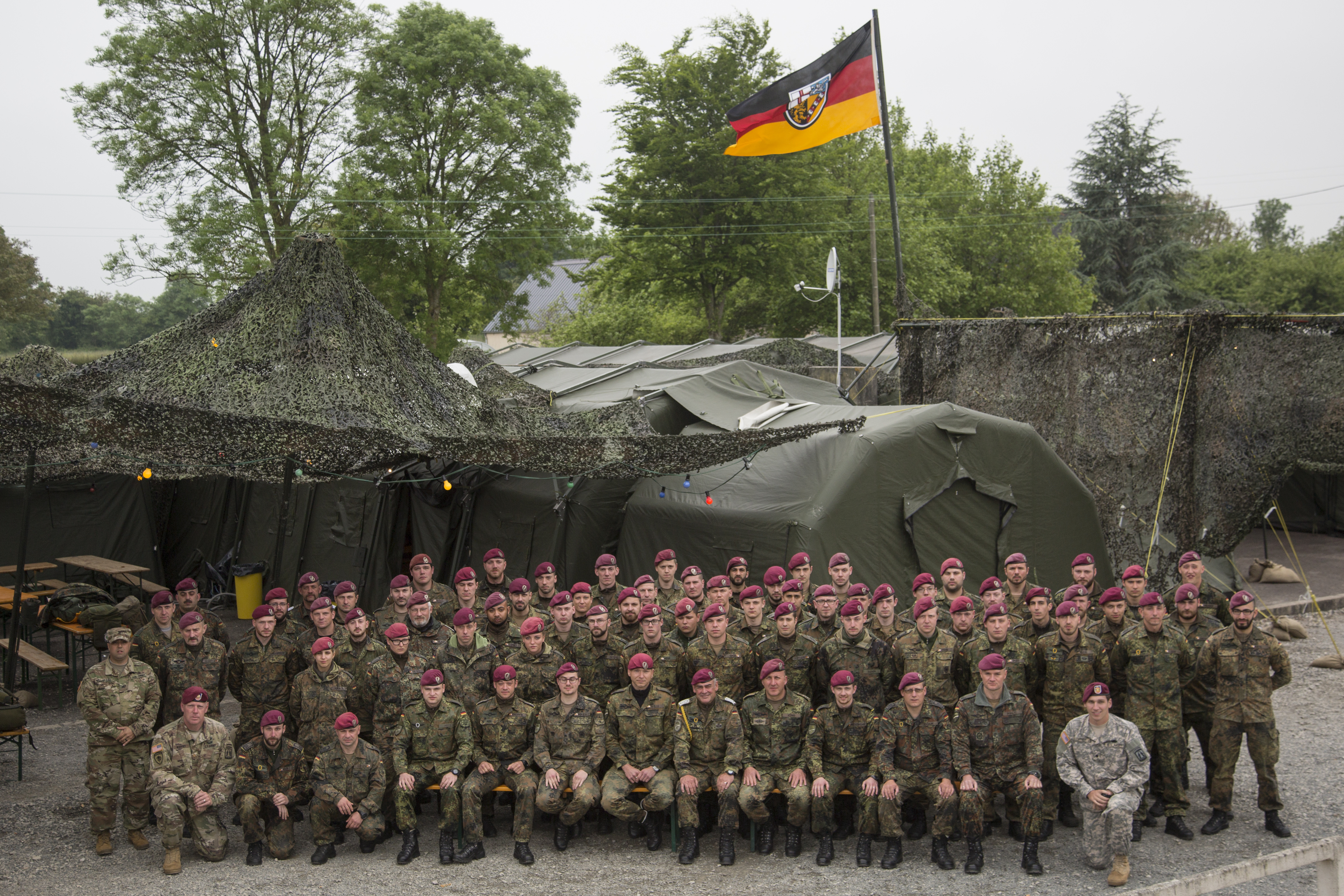
Gruppenfoto von Soldaten der Luftlandebrigade 1 in Frankreich anlässlich der Feierlichkeiten zum 72. Jahrestag des D-Day

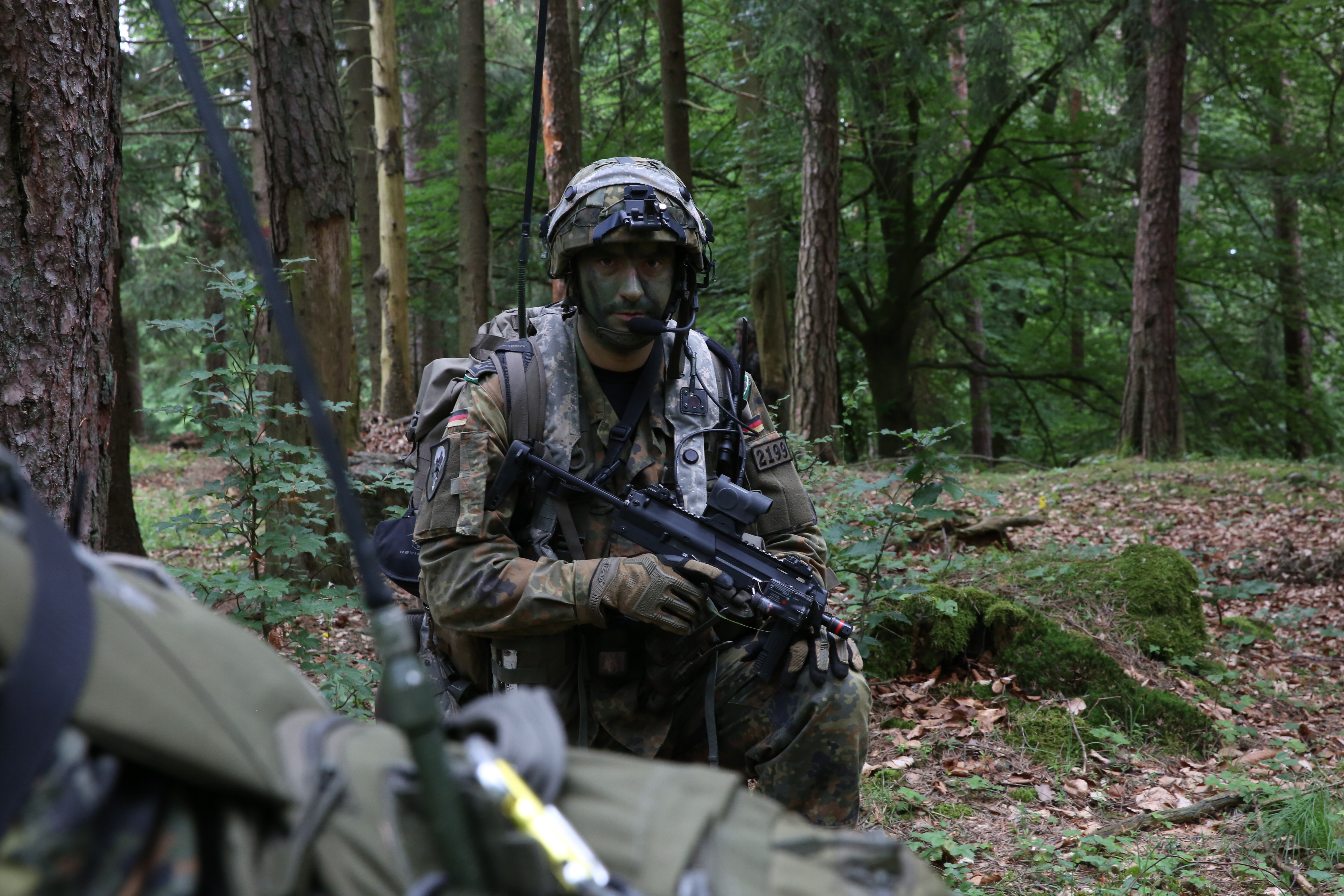
Soldat des Fallschirmjägerregiments 31 während einer Übung 2016

- Planung, Vorbereitung und Durchführung von spezialisierten Operationen (militärische Evakuierungsoperationen, Bewaffnete Rückführung)
- Integration multinationaler Stabselemente
- Einsätze im gesamten Intensitätsspektrum einschließlich Stabilisierungsoperationen, Eingreifoperationen sowie Bündnis- und Landesverteidigung
- Zurverfügungstellung von spezialisierten Kräften für den Einsatzverbund Spezialkräfte
- Zurverfügungstellung eines infanteristischen Anteils für luftgestützte Einsätze
- Zurverfügungstellung von Kräften für die NATO Response Force (NRF) und die EU Battlegroup (EUBG)

## Gliederung
- Stabs-/Fernmeldekompanie Luftlandebrigade 1, Saarlouis (Karte) (Aufgestellt aus Stabskompanie der Luftlandebrigade 26 (Saarlouis))
- Fallschirmjägerregiment 26, Zweibrücken (Karte)
- Fallschirmjägerregiment 31, Seedorf (Karte)
- Brigadeeinheiten:
  -  Luftlandeaufklärungskompanie 260, Lebach[4]
  -  Luftlandeaufklärungskompanie 310, Seedorf (Karte)
  -  Luftlandepionierkompanie 260, Saarlouis
  -  Luftlandepionierkompanie 270, Seedorf (Karte)

Jedes der Fallschirmjägerregimenter ist mit automatischen Rundkappenfallschirmen fallschirmsprungfähig, in Teilen auch im MFF freifallsprungfähig. Die Regimenter als Verbände gliedern sich in eine 1./- (Stabs- und Unterstützungskompanie), 2./- und 3./- (SpezlKrH EGB), 4./- bis 6./- (Fallschirmjägerkompanie), 7./- (Feuerunterstützungskompanie) mit schweren Infanteriewaffen, 10./- (Grundausbildungs-Kompanie), 11./- (Ergänzungstruppenteil mit Reservisten) sowie weitere logistische Kompanien, die luftlandefähig sind.

## Geschichte
Von Januar bis Oktober 2018 wurden das 7. und 8. Einsatzkontingent MINUSMA im Schwerpunkt durch Soldaten der Luftlandebrigade 1, vor allem des Fallschirmjägerregimentes 31, der Luftlandeaufklärungskompanie 310 und der Luftlandepionierkompanie 270 gestellt. Im selben Zeitraum stellten sie einen Großteil der Einsatzkontingente für die Ausbildungsunterstützung im Irak, Resolute Support, EUTM Mali und EUTM Somalia.
Das Fallschirmjägerregiment 26 wurde im November 2019 mit dem Fahnenband des Bundeslandes Saarland ausgezeichnet.

## Kommandeure
Die Kommandeure der Brigade waren (Dienstgrad bei Kommandoübernahme):
| Nr. | Name                      | Beginn der Berufung | Ende der Berufung |
| --- | ------------------------- | ------------------- | ----------------- |
| 1.  | Oberst Stefan Geilen      | 1. April 2015       | 6. Juli 2016      |
| 2.  | Brigadegeneral Dirk Faust | 6. Juli 2016        | 30. März 2020     |
| 3.  | Oberst Jens Arlt          | 30. März 2020       | 29. März 2023     |
| 4,  | Oberst Andreas Steinhaus  | 29. März 2023       | 2025              |
| 4,  | Oberst Markus Meyer       | 2025                | –                 |